# Fredrik Kempe
Lars Fredrik Kempe, född 29 april 1972 i Vårgårda i Kullings-Skövde församling i dåvarande Älvsborgs län, är en svensk artist och låtskrivare, inom pop, opera, schlager och klassisk musik. Kempe har deltagit i Melodifestivalen två gånger som artist (2004 och 2005) och har lyckats få med bidrag som låtskrivare varje år 2007–2016.
Den 26 januari 2016 presenterades Kempe som ny jurymedlem i Idol 2016.
I maj 2023 under finalen av Eurovision Song Contest 2023  var Kempe en av fem personer i Sveriges jury. Övriga fyra i juryn var Robert Sehlberg, Arantxa Alvarez, Clara Klingenström samt Isa Molin.

## Artisten
Kempe har medverkat i musikaler som Les Misérables på Värmlandsoperan och Chess på Cirkus i Stockholm. Han har även en bakgrund som förstatenor i Karlstads universitets manskör; Sällskapet CMB. Kempe har belönats med Kungliga Musikaliska Akademiens Nicolai Gedda-stipendium två gånger. Han är även utbildad civilekonom. Kempe fick sitt genombrott med låten Vincerò 2002, en poplåt vars refräng lånats från Nessun dorma ur Giacomo Puccinis opera Turandot. Singeln låg på svenska försäljningslistan i 24 veckor.
Kempe har givit ut två musikalbum under eget namn där flertalet låtar har lånat refräng eller melodi från klassiska operastycken, medan verser skrivits och komponerats av Kempe.
I Melodifestivalen 2004 framförde Kempe sitt egenkomponerade bidrag Finally, en hyllning till hans favoritkompositör Benny Andersson. Året därpå framförde han låten Du och jag mot världen som en duett tillsammans med Sanna Nielsen där de slutade på åttonde plats i finalen. Kempe är bosatt i Hammarby Sjöstad i Stockholm.

## Privatliv
Fredrik Kempe är bosatt i Stockholm och var 2013-2020 gift med den moderate politikern Christoffer Järkeborn. 

## Låtskrivare
Fredrik Kempe är en av de mest framgångsrika låtskrivarna i Melodifestivalen under 2000-talet, med totalt fyra vinster: Hero, La Voix, Popular och Undo som framfördes av, i tur och ordning, Charlotte Perrelli, Malena Ernman, Eric Saade och Sanna Nielsen. Tre av dessa vinster skedde på fyra år 2008–2011. Av dessa år var 2010 enda gången han inte vann i Sverige, men gjorde då det i den norska motsvarigheten istället. Kempe hade alltså ett bidrag i Eurovision Song Contest varje år mellan 2008 och 2011.
Utöver Melodifestivalen har Kempe också varit med och skrivit låtar till flera av Måns Zelmerlöws, Charlotte Perrellis, Sarah Dawn Finers och Eric Saades musikalbum.
Han har även år 2014 skrivit Centerpartiets vallåt Nära dig.

### Melodifestivalbidrag
| MF                    | Låt                    | Artist                                                            | Text/musik                                                                               | Placering         |
| --------------------- | ---------------------- | ----------------------------------------------------------------- | ---------------------------------------------------------------------------------------- | ----------------- |
| 2004                  | Finally                | Fredrik Kempe                                                     | Fredrik Kempe (t/m)                                                                      | 8 i Andra chansen |
| 2005                  | Du och jag mot världen | Fredrik Kempe och Sanna Nielsen                                   | Bobby Ljunggren (m), Fredrik Kempe (t/m), Henrik Wikström (m)                            | 8                 |
| 2007                  | Cara Mia               | Måns Zelmerlöw                                                    | Fredrik Kempe (t/m), Henrik Wikström (m)                                                 | 3                 |
| 2007                  | Rainbow Star           | Regina Lund                                                       | Fredrik Kempe (t/m), Bobby Ljunggren (m), Regina Lund (t)                                | 8 i semifinal     |
| 2007                  | Vågar du, vågar jag    | Sanna Nielsen                                                     | Bobby Ljunggren (m), Fredrik Kempe (t/m), Henrik Wikström (m)                            | 7                 |
| 2008                  | Pame (Πάμε)            | Daniel Mitsogiannis                                               | Fredrik Kempe (t/m), Henrik Wikström (m)                                                 | 7 i semifinal     |
| 2008                  | Hero                   | Charlotte Perrelli                                                | Fredrik Kempe (t/m), Bobby Ljunggren (m)                                                 | Vinnare           |
| 2009                  | Hope & Glory           | Måns Zelmerlöw                                                    | Henrik Wikström (m), Måns Zelmerlöw (t), Fredrik Kempe (t/m)                             | 4                 |
| 2009                  | You're Not Alone       | BWO                                                               | Fredrik Kempe (t/m), Alexander Bard (t/m), Anders Hansson (t/m)                          | 6 i Andra chansen |
| 2009                  | Moving On              | Sarah Dawn Finer                                                  | Sarah Dawn Finer (t/m), Fredrik Kempe (t/m)                                              | 6                 |
| 2009                  | La Voix                | Malena Ernman                                                     | Malena Ernman (t), Fredrik Kempe (t/m)                                                   | Vinnare           |
| 2010                  | Manboy                 | Eric Saade                                                        | Fredrik Kempe (t/m), Peter Boström (m)                                                   | 3                 |
| 2010                  | Hollow                 | Peter Jöback                                                      | Anders Hansson (m), Fredrik Kempe (t/m)                                                  | 9                 |
| 2011                  | Alive                  | Linda Pritchard                                                   | Oscar Görres (t/m), Fredrik Kempe (t/m)                                                  | 6 i Andra chansen |
| 2011                  | Popular                | Eric Saade                                                        | Fredrik Kempe (t/m)                                                                      | Vinnare           |
| 2011                  | The King               | The Playtones                                                     | Peter Kvint (t/m), Fredrik Kempe (t/m)                                                   | 6                 |
| 2011                  | Tid att andas          | Simon Forsberg                                                    | Fredrik Kempe (t/m)                                                                      | 8 i semifinal     |
| 2012                  | The Girl               | Charlotte Perrelli                                                | Alexander Jonsson (t/m), Fredrik Kempe (t/m)                                             | 5 i semifinal     |
| 2012                  | Youngblood             | Youngblood                                                        | Fredrik Kempe (t/m), David Kreuger (t/m)                                                 | 6 i Andra chansen |
| 2013                  | Begging                | Anton Ewald                                                       | Anton Malmberg Hård af Segerstad (t/m), Fredrik Kempe (t/m)                              | 4                 |
| 2013                  | Burning Flags          | Cookies 'N' Beans                                                 | Fredrik Kempe (t/m)                                                                      | 7 i Andra chansen |
| 2013                  | Heartstrings           | Janet Leon                                                        | Anton Malmberg Hård af Segerstad (t/m), Fredrik Kempe (t/m)                              | 5 i semifinal     |
| 2014                  | Undo                   | Sanna Nielsen                                                     | Fredrik Kempe (t/m), David Kreuger (t/m), Hamed Pirouzpanah (t/m)                        | Vinnare           |
| 2014                  | Bröder                 | Linus Svenning                                                    | Fredrik Kempe (t/m)                                                                      | 5                 |
| 2014                  | Blame It on the Disco  | Alcazar                                                           | Hamed Pirouzpanah (t/m), Fredrik Kempe (t/m), David Kreuger (t/m)                        | 3                 |
| 2014                  | Yes We Can             | Oscar Zia                                                         | Fredrik Kempe (t/m), David Kreuger (t/m), Hamed Pirouzpanah (t/m)                        | 8                 |
| 2015                  | Sting                  | Eric Saade                                                        | Sam Arash Fahmi (t/m), Fredrik Kempe (t/m), David Kreuger (t/m), Hamed Pirouzpanah (t/m) | 5                 |
| 2015                  | I see you              | Kristin Amparo                                                    | Kristin Amparo (t/m), Fredrik Kempe (t/m), David Kreuger (t/m)                           | 5 i Andra chansen |
| 2015                  | Forever starts today   | Linus Svenning                                                    | Fredrik Kempe (t/m), Anton Malmberg Hård af Segerstad (t/m), Aleena Gibson (t/m)         | 6                 |
| 2016                  | Bada nakna             | Samir & Viktor                                                    | Fredrik Kempe, David Kreuger, Anderz Wrethov                                             | 12                |
| 2018                  | Party Voice            | Jessica Andersson                                                 | Fredrik Kempe, David Kreuger, Niklas Carson Mattsson, Jessica Andersson                  | 11                |
| 2018                  | Fuldans                | Rolandz                                                           | Fredrik Kempe, David Kreuger, Robert Gustafsson, Regina Hedman                           | 10                |
| 2019                  | Norrsken (Goeksegh)    | Jon Henrik Fjällgren                                              | Fredrik Kempe, David Kreuger, Niklas Carson Mattsson, Jon Henrik Fjällgren               | 4                 |
| 2021                  |                        |                                                                   |                                                                                          |                   |
| Horizon               | Jessica Andersson      | Fredrik Kempe, David Kreuger, Markus Lidén, Christian Holmström   | 5                                                                                        |                   |
| Beat of broken hearts | Klara Hammarström      | Fredrik Kempe, David Kreuger, Niklas Carson Mattson, Andreas Wijk | 6                                                                                        |                   |
| 2024                  |                        |                                                                   |                                                                                          |                   |
| Hela världen väntar   | Samir & Viktor         | Fredrik Kempe, David Kreuger, Niklas Carson Mattsson              | 5                                                                                        |                   |

### Norsk Melodi Grand Prix
Den 6 februari 2010 vann Kempe Norsk Melodi Grand Prix 2010 med bidraget My Heart Is Yours som framfördes av Didrik Solli-Tangen. Låten skrev han tillsammans med Hanne Sørvaag. Bidraget representerade Norge på hemmaplan i Eurovision Song Contest 2010 i Oslo den 29 maj 2010, där det slutade på tjugonde plats av tjugofem tävlande bidrag.

## Diskografi

### Album
- Songs For Your Broken Heart (2 december 2002)
- Bohème (21 april 2004)

### Singlar
- Vincerò (13 maj 2002)
- For Your Broken Heart (2002)
- The Last Dance (2002, promo)
- Finally (17 mars 2004)
- Disco Volante (2004)
- Du och jag mot världen (tillsammans med Sanna Nielsen) (2005)